# Fulgurodes perasata
Fulgurodes perasata är en fjärilsart som beskrevs av Paul Dognin 1893. Fulgurodes perasata ingår i släktet Fulgurodes och familjen mätare. Inga underarter finns listade i Catalogue of Life.